# Мулета (альманах)
Мулета — литературно-художественный альманах, издававшийся в Париже с 1984 года художником, поэтом и актёром Владимиром «Толстым» Котляровым.

## История альманаха
Альманах «Мулета» был основан в 1984 году эмигрировавшим во Францию художником и поэтом Владимиром Котляровым. К созданию «Мулеты» Толстый привлёк эмигрантских бунтарей: Эдуарда Лимонова, Константина Кузьминского, Алексея Хвостенко, Вагрича Бахчаняна. Первый номер вышел спустя четыре года после приезда Толстого в Париж..
Название альманаха — «Мулета» — означает небольшой красный плащ тореадора, с помощью которого тот в ходе третьей заключительной терции корриды, дразня разъярённого быка, приближается к нему для нанесения смертельного удара.
Нагло-ёрническая, хулиганская «Мулета» повергала в шок эмигрантский истеблишмент, от сотрудников «Континента» до редакции газеты «Русская мысль».
С 1991 года «Мулета» печаталась в Москве.

## Известные литераторы и художники, печатавшиеся в Мулете
- Бахчанян, Вагрич Акопович
- Бокштейн, Илья Вениаминович[4]
- Волохонский, Анри Гиршевич
- Горичева, Татьяна Михайловна[5]
- Губанов, Леонид Георгиевич[4]
- Дудинский, Игорь Ильич
- Жуков, Максим Александрович
- Корф, Андрей Олегович
- Кузьминский, Константин Константинович
- Лимонов, Эдуард Вениаминович
- Медведева, Наталия Георгиевна[6]
- Хвостенко, Алексей Львович[5]
- Шварц, Елена Андреевна

## Цитаты
- «Толстый тайно вооружился диктофоном и нагло пошел аж к самой Иловайской-Альберти требовать, чтобы „Русская мысль“ опубликовала заявление о выходе в свет „Мулеты“. „Обыкновенная шпионка“ вертелась, как … господи, как бы это поприличнее сказать?.. ну, как уж на сковородке. И так отбрехивалась, и сяк — мол, про „Мулету“ ей говорили, что это-де „порнография“, еще что-то лепетала… А Толстый её припечатывал: почему рекламируете фашистскую книгу Дронникова? почему не печатаете таких-то и таких-то статей таких-то авторов? Иловайская обещала разобраться и лично позвонить (соврала, конечно) и клялась, что указанных статей в глаза не видела (тоже соврала; Толстый собрал потом и опубликовал их в следующей „Мулете“, так же, как и само интервью; и назвал он интервью не как-нибудь, а — „ЖИТЬ НЕ ПО ЛЖИ!“)»[2] — А. Тарасов, 2003.
- «… мне Мария Васильевна Розанова призналась, что при всей вашей вражде, как и положено в русской эмиграции, она признает: „Мулета“ не брала деньги от ЦРУ, ни от КГБ, ни от других известных своей ангажированностью фирм. И существует сама по себе, являя собой русский авангард в парижской оболочке. На самом деле, от „Континента“ до „Посева“ все крупные русские эмигрантские издания, сейчас уже не секрет, подпитывались спецфондами, что признавал и покойный Владимир Максимов, потому и вели четкую политическую линию. По сути, „Мулета“ вне политики»[5] — Владимир Бондаренко, 2000.